# Robert Gibson
Robert Lee Gibson, detto Hoot (Cooperstown, 30 ottobre 1946), è un ex astronauta statunitense.